# Ytter-Åselsjön
Ytter-Åselsjön är en sjö i Örnsköldsviks kommun i Ångermanland och ingår i Moälvens huvudavrinningsområde. Sjön har en area på 0,362 kvadratkilometer och ligger 326,2 meter över havet. Sjön avvattnas av vattendraget Moälven (Åselån).

## Delavrinningsområde
Ytter-Åselsjön ingår i det delavrinningsområde (707734-159852) som SMHI kallar för Ovan Grubbmyrbäcken. Medelhöjden är 344 meter över havet och ytan är 5,89 kvadratkilometer. Räknas de 9 avrinningsområdena uppströms in blir den ackumulerade arean 78,61 kvadratkilometer. Avrinningsområdets utflöde Moälven (Åselån) mynnar i havet. Avrinningsområdet består mestadels av skog (56 procent) och sankmarker (30 procent). Avrinningsområdet har 0,36 kvadratkilometer vattenytor vilket ger det en sjöprocent på 6,1 procent.